# Fox Harbour (Newfoundland en Labrador)
Fox Harbour is een gemeente (town) in de Canadese provincie Newfoundland en Labrador. De gemeente ligt in het zuidoosten van het eiland Newfoundland.

## Geschiedenis
In 1964 werd het dorp een gemeente met de status van local government community (LGC). In 1980 werden LGC's op basis van The Municipalities Act als bestuursvorm afgeschaft. De gemeente werd daarop automatisch een community om een aantal jaren later uiteindelijk een town te worden.

## Geografie
Fox Harbour ligt aan de westkust van het schiereiland Avalon, het zuidoostelijke schiereiland van Newfoundland. De gemeente bevindt zich aan de gelijknamige door heuvels omringde natuurlijke haven. Deze vormt het noordelijke deel van Placentia Sound, een inham van de grote Placentia Bay. De plaats ligt in vogelvlucht op minder dan 5 km van de zeehaven van Argentia.
Fox Harbour is het enige dorp langs provinciale route 102, een doodlopende provinciale route die van Placentia naar Ship Harbour leidt.

## Demografie
Demografisch gezien is Fox Harbour, net zoals de meeste kleine dorpen op Newfoundland, aan het krimpen. Tussen 1991 en 2021 daalde de bevolkingsomvang van 434 naar 226. Dat komt neer op een daling van 208 inwoners (-47,9%) in dertig jaar tijd.
| Jaar | Aantal inwoners | Verschil |
| ---- | --------------- | -------- |
| 1991 | 434             | –        |
| 1996 | 394             | -9,2%    |
| 2001 | 344             | -12,7%   |
| 2006 | 314             | -8,7%    |
| 2011 | 270             | -14,0%   |
| 2016 | 252             | -6,7%    |
| 2021 | 226             | -10,3%   |